# 遠藤剛
遠藤 剛（えんどう たけし、1939年 - 2025年）は、日本の化学者。東京工業大学名誉教授。東京工業大学資源化学研究所長や、山形大学副学長、近畿大学副学長、九州工業大学特別教授・研究統括、高分子学会会長などを歴任した。

## 経歴・人物
日本統治時代の台湾生まれ。1964年横浜国立大学工学部応用化学科卒業。1969年東京工業大学大学院理工学研究科化学専攻博士課程修了、工学博士。東京工業大学資源化学研究所助手、東京工業大学資源化学研究所助教授を経て、1986年東京工業大学資源化学研究所教授。1991年東京工業大学資源化学研究所所長。2000年東京工業大学名誉教授、山形大学工学部機能高分子工学科教授。2001年山形大学工学部長。2002年高分子学会会長。2004年国立大学法人山形大学理事・副学長。2005年近畿大学分子工学研究所副所長。2006年近畿大学分子工学研究所所長。2007年近畿大学副学長を併任。2019年九州工業大学分子工学研究所特別教授（Distinguished Professor）、研究統括（Director of Research）。2022年滋賀医科大学分子工学研究所所長、研究統括教授。高分子学会賞、日本化学会化学技術賞、日本合成樹脂協会学術賞、合成樹脂工業協会特別賞ほか多数受賞。2025年2月9日老衰の為、逝去。